# Police Service of Northern Ireland
El Servei de Policia d'Irlanda del Nord, Police Service of Northern Ireland, PSNI en anglès, és la policia d'Irlanda del Nord, successora del Royal Ulster Constabulary (RUC).
El PSNI va ser creat el diumenge 4 de novembre de 2001 com una de les mesures de l'Acord de Divendres Sant, en el sentit de trencar amb la càrrega històrica del RUC, una força policial acusada pels catòlics de parcialitat en el Conflicte nord-irlandès, en favor de la comunitat protestant unionista. L'Acord va crear un comissionat independent per a assumptes d'interior a Irlanda del Nord, liderat pel conservador Chris Patten, que va recomanar la creació del nou cos policial. Actualment, els principals partits polítics d'Irlanda del Nord donen suport al PSNI. Al principi, el Sinn Féin, que representava al voltant d'una quarta part dels votants d'Irlanda del Nord en aquell moment, es va negar a donar suport al PSNI fins que les recomanacions de la Comissió Patten s'implementessin en la seva totalitat. No obstant això, com a part de l'Acord de Saint-Andrews, el Sinn Féin va anunciar la seva plena acceptació del PSNI el gener de 2007.
El setembre de 2005 el PSNI establir l'Equip d'Investigacions Històriques per investigar els 3269 assassinats sense resoldre durant el conflicte nord-irlandès.

## Control
El PSNI és supervisat per la comissió d'interior del parlament nord-irlandès ..
Així mateix hi ha un Ombudsman per a assumptes policials a Irlanda del Nord que tracta les possibles queixes sobre la manera de portar les investigacions del PSNI. Actualment ocupa el càrrec Nuala O'Loan.
The oversight Commissioner s'assegura que les recomanacions de l'Informe Patten siguin posades en marxa de manera comprensible i fidedigna.

## Reclutament

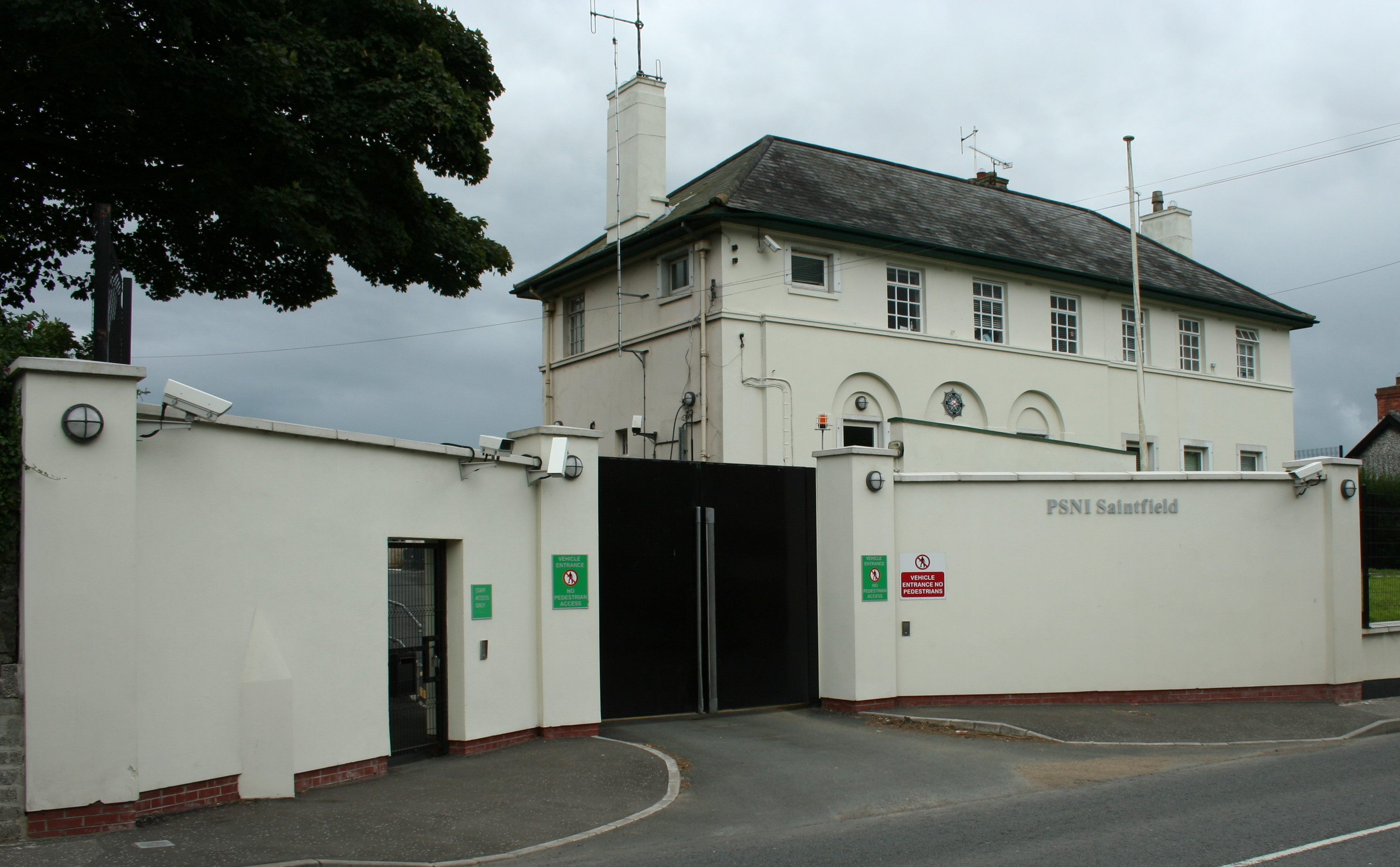
comissaria de policia de Saintfield

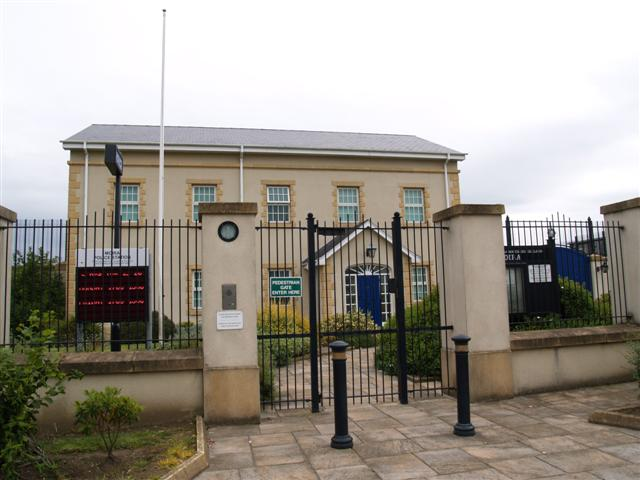
comissaria de policia de Moira

Actualment el PSNI aplica una política de discriminació positiva per tal d'aconseguir que el 50% dels seus efectius pertanyin a la comunitat catòlica nord-irlandesa, amb l'objecte de revertir la situació de desequilibri que patia el RUC, segons les recomanacions del Informe Patten. El nom i símbols de l'organització van ser dissenyats per evitar alienar cap comunitat principal. El 2006, el 20% dels membres del PSNI ja eren catòlics, un progrés en comparació amb el 8,3% de l'antic RUC.

## Polítiques
Al setembre de 2006, es va confirmar que un alt càrrec del PSNI, Judith Gillespie va aprovar la política del PSNI d'ús dels nens com a confidents incloent en circumstàncies excepcionals el passar informació sobre les seves pròpies famílies, però no sobre els seus pares.